# A PFG 2010-11
La temporada 2010-11 de la A PFG fue la 86va. temporada de la A Profesionalna Futbolna Grupa. Comenzó el 31 de julio de 2010 y terminó el 28 de mayo de 2011. El club Litex Lovech se consagró campeón del torneo, consiguiendo su cuarto título en la liga profesional.

## Ascensos y descensos
| Pos. | Descendidos de A PFG 2009-10 |
| ---- | ---------------------------- |
| 14.º | Lokomotiv Mezdra             |
| 15.º | Sportist Svoge               |
| 16.º | Botev Plovdiv                |

| Pos. | Ascendidos de B PFG 2009-10 |
| ---- | --------------------------- |
| 1.º  | Kaliakra Kavarna (Este)     |
| 1.°  | Vidima-Rakovski (Sur)       |
| Pro. | Akademik Sofia              |

## Sistema de competición
Los quince equipos participantes jugarán entre sí todos contra todos dos veces totalizando 30 partidos cada uno, al término de la jornada 30 el primer clasificado obtuvo un cupo para la segunda ronda de la Liga de Campeones 2011-12, el segundo clasificado obtuvo un cupo para la tercera ronda de la Liga Europa 2011-12; mientras que el tercero obtuvo un cupo paa la segunda ronda de la Liga Europa 2011-11; por otro lado los tres últimos clasificados descendieron a la Segunda Liga de Bulgaria 2011-12.
Un tercer cupo para la ronda de play-off de la Liga Europa 2011-12 fue asignado al campeón de la Copa de Bulgaria.

## Equipos participantes
| Equipo            | Ciudad       | Estadio             | Capacidad |
| ----------------- | ------------ | ------------------- | --------- |
| Akademik Sofia    | Sofia        | Estadio Ovcha Kupel | 18.000    |
| Beroe             | Stara Zagora | Estadio Beroe       | 17.800    |
| Cherno More       | Varna        | Estadio Ticha       | 8.250     |
| Chernomorets      | Burgas       | Estadio Lazur       | 18.037    |
| CSKA Sofia        | Sofia        | Balgarska Armiya    | 22.015    |
| Kaliakra Kavarna  | Kavarna      | Estadio Kavarna     | 5.000     |
| Levski Sofia      | Sofia        | Georgi Asparuhov    | 29.200    |
| Litex             | Lovech       | Estadio Lovech      | 7.050     |
| Lokomotiv Plovdiv | Plovdiv      | Lokomotiv (Plovdiv) | 13.800    |
| Lokomotiv Sofia   | Sofia        | Lokomotiv (Sofia)   | 22.000    |
| Minyor Pernik     | Pernik       | Minyor              | 12.000    |
| Montana           | Montana      | Ogosta              | 8.000     |
| Pirin             | Blagoevgrad  | Hristo Botev (Bgd)  | 7.500     |
| Slavia Sofia      | Sofia        | Ovcha Kupel         | 18.000    |
| Sliven 2000       | Sliven       | Hadzhi Dimitar      | 10.000    |
| Vidima-Rakovski   | Sevlievo     | Stadion Rakovski    | 8.816     |

## Tabla de posiciones
| Pos. | Equipo              | Pts. | PJ | G  | E  | P  | GF | GC | Dif. | Clasificación y descenso 2011–12      |
| ---- | ------------------- | ---- | -- | -- | -- | -- | -- | -- | ---- | ------------------------------------- |
| 1    | Litex (C)           | 75   | 30 | 23 | 6  | 1  | 56 | 13 | +43  | Segunda ronda de la Liga de Campeones |
| 2    | Levski Sofia        | 72   | 30 | 23 | 3  | 4  | 67 | 24 | +43  | Ronda de Play-off de la Liga Europa   |
| 3    | CSKA Sofia          | 61   | 30 | 18 | 7  | 5  | 53 | 26 | +27  | Tercera ronda de la Liga Europa       |
| 4    | Lokomotiv Sofia     | 52   | 30 | 16 | 4  | 10 | 47 | 33 | +14  | Segunda ronda de la Liga Europa       |
| 5    | Lokomotiv Plovdiv   | 52   | 30 | 14 | 10 | 6  | 54 | 28 | +26  |                                       |
| 6    | Cherno More         | 51   | 30 | 15 | 6  | 9  | 36 | 28 | +8   |                                       |
| 7    | Beroe               | 46   | 30 | 13 | 7  | 10 | 33 | 34 | −1   |                                       |
| 8    | Chernomorets        | 37   | 30 | 9  | 10 | 11 | 19 | 28 | −9   |                                       |
| 9    | Minyor Pernik       | 36   | 30 | 10 | 6  | 14 | 33 | 45 | −12  |                                       |
| 10   | Montana             | 32   | 30 | 8  | 8  | 14 | 30 | 46 | −16  |                                       |
| 11   | Slavia Sofia        | 32   | 30 | 9  | 5  | 16 | 34 | 38 | −4   |                                       |
| 12   | Kaliakra Kavarna    | 30   | 30 | 8  | 6  | 16 | 19 | 40 | −21  |                                       |
| 13   | Pirin               | 27   | 30 | 6  | 9  | 15 | 32 | 39 | −7   | Descenso a V AFG 2011-12              |
| 14   | Vidima-Rakovski (O) | 25   | 30 | 6  | 7  | 17 | 26 | 52 | −26  | Play-off de relegación                |
| 15   | Akademik Sofia      | 20   | 30 | 5  | 5  | 20 | 16 | 51 | −35  | Descenso a B PFG 2011-12              |
| 16   | Sliven 2000         | 19   | 30 | 4  | 7  | 19 | 22 | 52 | −30  | Descenso a B PFG 2011-12              |

Actualizado a los partidos jugados el 28 de mayo de 2011.
 Fuente: Soccerway
Notas:
1. ↑  Tras ganar la Copa de Bulgaria 2010-11, el CSKA Sofia obtuvo un cupo para la Ronda de play-off de la Liga Europa 2011-12.
2. 1 2  Enfrentamientos directos: Lokomotiv Sofia 3-0 Lokomotiv Plovdiv, Lokomotiv Plovdiv 0-0 Lokomotiv Sofia
3. 1 2  Enfrentamientos directos: Slavia Sofia 3-2 Montana, Montana 1-0 Slavia Sofia
4. ↑  Pirin no obtuvo una licencia de liga para la próxima temporada.

## Resultados
| Local \ Visitante | AKA | BER | CMO | CHE | CSK | KAL | LEV | LIT | LPL | LSO | MIN | MON | PIR | SLA | SLI | VID |
| ----------------- | --- | --- | --- | --- | --- | --- | --- | --- | --- | --- | --- | --- | --- | --- | --- | --- |
| Akademik Sofia    | —   | 1–3 | 0–0 | 1–1 | 1–1 | 0–1 | 0–3 | 0–3 | 1–2 | 2–3 | 2–0 | 1–0 | 1–0 | 0–4 | 0–1 | 1–2 |
| Beroe             | 1–0 | —   |     | 0–0 | 0–2 | 2–0 | 2–3 | 1–1 | 1–0 | 1–0 | 2–0 | 2–1 | 0–0 | 2–1 | 1–0 | 1–1 |
| Cherno More       | 1–0 | 1–0 | —   | 0–1 | 1–0 | 2–0 | 2–3 | 0–1 | 1–1 | 1–0 | 3–0 | 0–0 | 2–1 | 3–2 | 3–0 | 5–0 |
| Chernomorets      | 0–0 | 0–2 | 1–2 | —   | 0–4 | 0–1 | 2–1 | 0–1 | 1–2 | 2–1 | 0–0 | 0–1 | 1–0 | 2–1 | 0–0 | 1–0 |
| CSKA Sofia        | 3–1 | 3–2 | 1–0 | 1–2 | —   | 0–0 | 0–1 | 1–1 | 1–0 | 3–1 | 2–0 | 2–0 | 2–2 | 1–0 | 2–0 | 1–0 |
| Kaliakra Kavarna  | 0–1 | 2–2 | 4–0 | 1–1 | 0–3 | —   | 0–3 | 0–1 | 1–3 | 0–1 | 2–1 | 0–0 | 0–0 | 0–1 | 2–1 | 1–0 |
| Levski Sofia      | 1–0 | 2–1 | 1–0 | 1–0 | 1–3 | 3–0 | —   | 2–0 | 1–2 | 3–1 | 4–0 | 3–0 | 4–1 | 3–0 | 5–0 | 2–0 |
| Litex             | 2–0 | 4–0 | 3–1 | 0–0 | 0–0 | 0–0 | 2–1 | —   | 1–0 | 1–0 | 2–1 | 4–1 | 2–1 | 2–0 | 4–0 | 4–0 |
| Lokomotiv Plovdiv | 3–0 | 1–1 | 2–0 | 2–0 | 4–1 | 5–0 | 2–3 | 2–2 | —   | 0–0 | 3–0 | 4–0 | 2–2 | 1–1 | 3–0 | 3–0 |
| Lokomotiv Sofia   | 2–0 | 3–0 | 1–1 | 2–1 | 2–2 | 4–0 | 0–2 | 1–3 | 3–0 | —   | 0–3 | 2–0 | 2–0 | 4–3 | 3–0 | 2–1 |
| Minyor Pernik     | 1–0 | 2–0 | 1–1 | 0–1 | 2–4 | 1–0 | 0–0 | 0–3 | 2–2 | 1–3 | —   | 1–0 | 1–0 | 1–2 | 4–1 | 2–1 |
| Montana           | 2–2 | 2–1 | 4–0 | 0–0 | 1–4 | 3–2 | 0–3 | 0–2 | 1–1 | 0–1 | 3–1 | —   | 3–0 | 1–0 | 2–2 | 1–1 |
| Pirin             | 6–0 | 2–0 | 0–1 | 1–1 | 0–1 | 1–0 | 2–3 | 1–2 | 1–1 | 2–1 | 1–1 | 3–0 | —   | 0–2 | 2–1 | 1–1 |
| Slavia Sofia      | 2–0 | 1–2 | 0–1 | 0–1 | 1–0 | 0–1 | 2–2 | 0–1 | 2–1 | 0–1 | 1–2 | 3–2 | 1–1 | —   | 0–0 | 2–0 |
| Sliven 2000       | 3–0 | 0–1 | 1–3 | 0–0 | 1–3 | 0–1 | 1–1 | 0–1 | 0–1 | 0–2 | 0–3 | 1–1 | 1–0 | 1–1 | —   | 6–1 |
| Vidima-Rakovski   | 0–1 | 1–2 | 0–1 | 3–0 | 2–2 | 1–0 | 1–2 | 0–3 | 1–1 | 1–1 | 2–2 | 0–1 | 2–1 | 2–1 | 2–1 | —   |

## Play-off de relegación
Fue jugado entre el decimocuarto clasificado vs. el ganador del duelo entre los 2 segundos de la B PFG. 
| Equipo 1        | Resultado | Equipo 2             |
| --------------- | --------- | -------------------- |
| Vidima-Rakovski | 0–3       | Chernomorets Pomorie |

Chernomorets Pomorie no se le permitió jugar la próxima temporada, por lo que el decimocuarto clasificado jugó contra el equipo que perdió el duelo ante el Chernomorets Pomorie, por un cupo en la A PFG 2011-12
| Equipo 1       | Resultado      | Equipo 2        |
| -------------- | -------------- | --------------- |
| Sportist Svoge | 1–1 (2:3 pen.) | Vidima-Rakovski |

## Goleadores
| Pos. | Jugador         | Club              | Goles |
| ---- | --------------- | ----------------- | ----- |
| 1    | Garra Dembélé   | Levski Sofia      | 26    |
| 2    | Zdravko Lazarov | Lokomotiv Plovdiv | 14    |
| 3    | Spas Delev      | CSKA Sofia        | 13    |
| 4    | Doka Madureira  | Litex Lovech      | 12    |
| 5    | Tsvetan Genkov  | Lokomotiv Sofia   | 11    |